# قرار مجلس الأمن التابع للأمم المتحدة رقم 2012
قرار مجلس الأمن التابع للأمم المتحدة رقم 2012، المتخذ بالإجماع في 12 أكتوبر 2011.

## القرار
إقرارا بأن الحالة الأمنية العامة في هايتي، على الرغم من هشاشتها، قد تحسنت في العام منذ أن ضرب زلزال قوي الدولة الجزرية الصغيرة، مدد مجلس الأمن حتى 15 تشرين الأول / أكتوبر 2012 ولاية بعثة الأمم المتحدة لتحقيق الاستقرار وعدّل قدرات قوتها.
اتخذ المجلس بالإجماع القرار 2012 (2011) وعمل بموجب الفصل السابع من ميثاق الأمم المتحدة وقرر المجلس أن المستويات الإجمالية لقوة البعثة ستتألف من ما يصل إلى 740 7 جنديًا من جميع الرتب وعنصر شرطة يصل إلى ما فوق إلى 3241 3، تماشيا مع التوصيات الواردة في الفقرة 50 من تقرير الأمين العام عن عمل البعثة.
ووفقًا لذلك التقرير، أعرب الأمين العام عن ثقته في أن التخفيض الجزئي للقدرات العسكرية والشرطية للبعثة بعد الزلزال من غير المرجح أن يقوض التقدم المحرز حتى الآن على الجبهة الأمنية. ولذلك، يوصي بتخفيض القوام العسكري المأذون به للبعثة بمقدار 1600 فرد وخفض قوام الشرطة المأذون به بـ 1150 ضابطًا من وحدات الشرطة المشكلة، على أن يتم الانتهاء منها بحلول يونيو 2012.

## روابط خارجية
- نص القرار في undocs.org